# Владимир (Новиков)
Епископ Владимир (в миру Владимир Анатольевич Новиков; 2 апреля 1958, Москва, Россия) — архиерей Русской православной церкви, епископ Клинцовский и Трубчевский.

## Биография
Родился 2 апреля 1958 года в семье протоиерея Анатолия Новикова, 27 лет бывшего благочинным Преображенского округа города Москвы.
Окончил среднюю школу № 103 города Москвы. В 1976—1978 годах проходил срочную службу в Вооружённых силах СССР.
Демобилизовавшись в 1978 году, поступил в Московскую духовную семинарию, которую окончил в 1981 году, после чего поступил в Московскую духовную академию, которую окончил в 1985 году со степенью кандидата богословия. Одновременно в годы обучения в Московский духовных школах нёс послушание иподиакона у митрополита Волоколамского Питирима (Нечаева), епископа Солнечногорского Сергия (Фомина), епископа Зарайского Иова (Тывонюка).
7 июня 1985 года архиепископом Солнечногорским Сергием (Фоминым) в храме апостолов Петра и Павла в Лефортове в Москве рукоположён в сан диакона. 27 июня 1985 года митрополитом Волоколамским Питиримом (Нечаевым) в храме Воскресения Словущего в Москве рукоположён в сан иерея.
В 1985—1987 годах служил в храме Владимирской иконы Божией Матери в Виноградове города Москвы; в 1987—1989 годах — в храме Воскресения Христова в Сокольниках в Москве.
В апреле 1989 года назначен настоятелем храма благоверных князей Бориса и Глеба в Зюзине, который был тогда же возвращён Церкви и который предстояло восстановить. 12 апреля 1999 года по итогам конкурса на лучшие работы по реставрации, реконструкции памятников архитектуры и других объектов историко-градостроительной среды Москвы, завершённые в 1998 году, распоряжением мэра Москвы № 331-РМ награждён специальной грамотой за организационное и научно-методическое руководство научно-реставрационными работами на территории «Храма Бориса и Глеба в Зюзине».
31 октября 2013 года в Красном зале храма Христа Спасителя патриархом Московским и всея Руси Кириллом «во внимание к усердному пастырскому служению и в связи с 55-летием со дня рождения» награждён Патриаршей грамотой.
В 2014 году овдовел. 21 июня 2014 года в Андреевском монастыре города Москвы епископом Дмитровским Феофилактом пострижен с именем Владимир в честь священномученика Владимира, митрополита Киевского.

### Архиерейство
13 июля 2015 года решением Священного Синода Русской православной церкви избран епископом Клинцовским и Трубчевским (Брянская митрополия).
16 июля 2015 года в храме Всех святых, в земле Российской просиявших, Патриаршей и Синодальной резиденции в Даниловом ставропигиальном монастыре, митрополит Санкт-Петербургский и Ладожский Варсонофий возвёл в сан архимандрита иеромонаха Владимира (Новикова).
27 августа 2015 года в кафедральном соборном Храме Христа Спасителя города Москвы, Патриарх Московский и всея Руси Кирилл возглавил чин наречения архимандрита Владимира (Новикова) во епископа Клинцовского и Трубчевского.
1 сентября 2015 года в Большом соборе Донского ставропигиального монастыря в Москве хиротонисан во епископа Клинцовского и Трубчевского. Хиротонию совершили: Патриарх Кирилл, митрополит Санкт-Петербургский и Ладожский Варсонофий (Судаков), митрополит Ростовский и Новочеркасский Меркурий (Иванов), митрополит Брянский и Севский Александр (Агриков), митрополит Ставропольский и Невинномысский Кирилл (Покровский), архиепископ Сергиево-Посадский Феогност (Гузиков), епископ Солнечногорский Сергий (Чашин), епископ Подольский Тихон (Зайцев), епископ Орехово-Зуевский Пантелеимон (Шатов), епископ Каменский и Алапаевский Мефодий (Кондратьев), епископ Глазовский и Игринский Виктор (Сергеев).
25 сентября 2015 года указом Патриарха Кирилла освобождён от должности настоятеля храма блгг. кнн. Бориса и Глеба в Зюзине

## Награды
- Почетная грамота Губернатора Брянской области (2019)[11]